# Carl Lüer

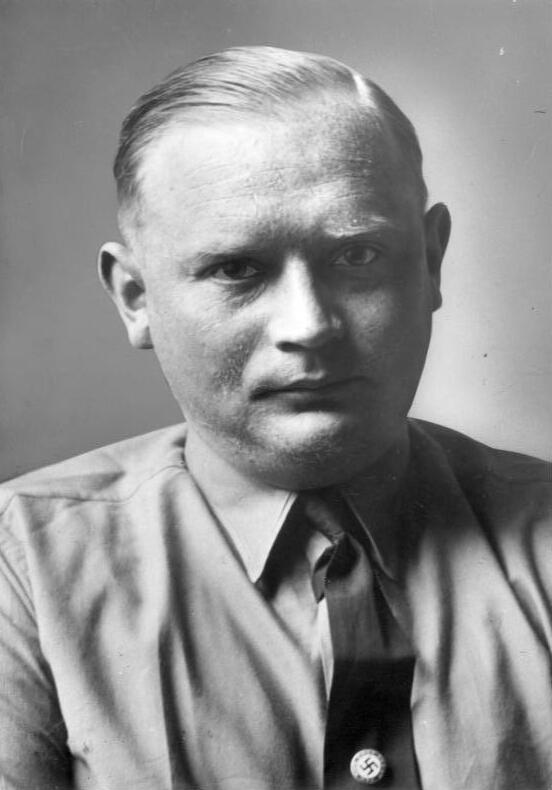
Carl Lüer (1933)

Carl Heinrich August Lüer (* 14. August 1897 in Bockenem; † 20. September 1969 in Frankfurt am Main) war ein NS-Wehrwirtschaftsführer, stellvertretender Leiter der Reichswirtschaftskammer und Reichstagsabgeordneter.

## Schule, Lehre, Kriegsdienst und Selbststudien
Als Sohn des Maurermeisters Albert Lüer und seiner Ehefrau Wilhelmine Jasper
besuchte er die Volks- und Mittelschule. Ab 1911 begann er eine kaufmännische Lehre und betätigte sich anschließend als Buchhalter. Als Korrespondent arbeitete er in Bockenem in der Konservenfabrik Ambergau GmbH.
Von 1915 bis 1918 wurde der Teilnehmer im Ersten Weltkrieg beim 1. Garde-Regiment zu Fuß, das in Potsdam stationiert war. Im Kriege wurde er mehrfach verwundet. Nach dem Kriege begann er eine Weiterbildung mit Selbststudien, so dass er die Reifeprüfung ablegen konnte. Von 1919 bis 1920 arbeitete er bei der Firma Todter Hamburg/Hannover, die sich in der Vermittlung von Geschäften mit landesüblichen Produkten und Kalierzeugnissen betätigte.

## Studium und Bankbeschäftigung
Danach siedelte er nach Frankfurt am Main über und arbeitete von 1921 bis 1924 in der dortigen Filiale der Commerz- und Privatbank AG. Berufsbegleitend begann er ein Studium der Wirtschafts- und Sozialwissenschaften an der Universität Frankfurt, welches er 1924 mit der Promotion zum Dr. rer. pol. beendete. Es folgte eine mehrjährige Beschäftigung in der Bank und an der Börse, wobei er sich mit wirtschaftlich-politischen und finanzwirtschaftlichen Fragestellungen befasste. Damit bereite er sich auf Prüfungen zur Zulassung als Wirtschaftsprüfer und Buchrevisor vor. Ab 1926 wurde er Korrepetitor und Assistent an der Universität Frankfurt.

## Karriere in der NSDAP
In den Jahren 1926 bis 1927 wandte er sich der völkischen Bewegung zu und trat zum 5. Dezember 1927 in die NSDAP ein (Mitgliedsnummer 71.637). Damit begann seine Karriere in der nationalsozialistischen Partei, in der sich für Akademiker seines Lebensalters zahlreiche Möglichkeiten öffneten. Im Gau Hessen-Nassau der NSDAP übernahm er die Führung der Fachgruppe Industrie der NS-Arbeitsgemeinschaft für ständische Wirtschaftsgestaltung. Weiterhin betreut er zwei Jahre ehrenamtlich die Redaktion des Wirtschaftsteils der nationalsozialistischen Zeitung Frankfurter Volksblatt.
Im November 1929 wurde er für die NSDAP in den Frankfurter Stadtrat gewählt. Als Leiter des Nachrichtendienstes Südwest der NSDAP wurde er von September bis Anfang Dezember 1932 eingesetzt. Mit der „Machtergreifung“ der NSDAP im Januar 1933 wurde Lüer einer der zukünftigen Funktionäre der Nationalsozialisten, die im nationalsozialistischen Deutschen Reich fortan Kommandoposten übernehmen sollten. Im März 1933 wurde er so stellvertretender Vorsitzender der Frankfurter Stadtverordneten und übernahm den Vorsitz mehrerer Arbeitsausschüsse.

## Kommandoposten im NS-Regime
Unter dem Druck des Gauleiters Jakob Sprenger wurde Lüer am 1. April 1934 zuerst kommissarischer Präsident, ab 29. Mai 1934 dann hauptamtlicher Präsident der Handelskammer von Frankfurt/Main. Von Juni 1933 bis Ende Juni 1934 ernannte man ihn für den Bereich von Hessen zum Treuhänder der Arbeit, womit er Maßnahmen zur Arbeitsbeschaffung einleiten sollte. Im Juli 1933 wurde er Mitglied im Generalrat der Wirtschaft. Im September 1933 bis Ende 1942 „wählte“ man ihn zum Präsidenten der Industrie- und Handelskammer für das Gebiet Rhein-Main mit Sitz in Frankfurt/Main. In dieser Eigenschaft gehörte Lüer zu den Gründungsmitgliedern der nationalsozialistischen Akademie für Deutsches Recht Hans Franks. Parallel zu seiner Tätigkeit als Präsident der IHK war er von Ende September 1933 bis Ende November 1934 Präsident des Rhein-Mainischen Industrie- und Handelstages. Nach der Auflösung der Kammern wurde er 1943 kurzfristig Präsident der Gauwirtschaftskammer Rhein-Main, ihm folgte dann Hermann Gamer.
Im Jahre 1933 wurde er auch zum Gauinspekteur z. b. V. bei der Leitung des Gaus Hessen-Süd der NSDAP ernannt. Im März 1934 wurde er Leiter der Hauptgruppe IX Handel, die später in der Reichsgruppe Handel aufging.

## Mitglied im Reichstage und Professor in Frankfurt
Von November 1933 bis zum 7. Mai 1943 wurde er von der NSDAP für den Wahlkreis 19 in den Reichstag entsandt. In die oberen Funktionsspitzen des NS-Regimes entsandte man ihn an April 1934, als er zum Führer der Hauptgruppe Handel des Gesamtverbandes der Deutschen Wirtschaft ernannt wurde. Schon einen Monat später bekleidete er die Funktion des Bezirksführers der Reichsgruppe Industrie in Hessen. Zum Honorarprofessor an der Universität Frankfurt wurde er im Juli 1934 berufen.

## Betriebsführer bei der Opel AG
Im gleichen Jahr erfolgte die Mitgliedschaft im Beirat und der Posten des stellvertretenden Leiters der Reichswirtschaftskammer. Bei der Adam Opel AG wurde er 1935 Mitglied im Aufsichtsrat, um dann 1941 zum Vorsitzenden des Aufsichtsrats und Betriebsführer für Personalfragen bei Opel aufzusteigen. Am 25. November übernahm er auch die Verwaltung des Opel-Werkes, allerdings hatten die Konzernherren in Detroit immer noch wesentliche Entscheidungsbefugnis. Diese Machtkonstellation führte zu Interventionen der Gestapo in der deutschen Werksspitze, wobei allerdings Lüer als „alter Kämpfer“ der NSDAP und Träger des Goldenen Parteiabzeichen geschont wurde.

## Im Vorstand der Dresdner Bank und Kriegsende
Nachdem er im Januar 1938 zum Wehrwirtschaftsführer aufstieg, wurde er Mitglied im Vorstand der Dresdner Bank von April 1938 bis Juni 1941. Nachdem er bei Opel ausgeschieden war, kehrte er 1943 wieder in den Vorstand der Dresdner Bank zurück, um dann nach Kriegsende aus der Bank auszuscheiden. Es folgte eine Internierung durch die britische Besatzungsmacht. Im Jahre 1947 betätigte er sich noch als Geschäftsführer einer Firma in Hannover für Wasserbauanlagen.
Seine Vergangenheit holte ihn im Oktober bis Dezember 1947 ein, als er wiederum von der US-Besatzungsmacht in Nürnberg interniert wurde. Der Zeuge und ehemalige Vizepräsident der Reichsbank, Kurt Lange, wurde im Wilhelmstraßen-Prozess vorgeladen, um über die Stellung von Lüer bei der Dresdner Bank auszusagen. Dabei berichtete Lange über ein Gespräch mit Lüer, in dem dieser ihm mitgeteilt habe, dass die Dresdner Bank zu den Zielen der NSDAP nicht im Gegensatz stehen würde. Schließlich fand Lüer in den folgenden Jahren wieder eine Tätigkeit im Bankwesen, als er Repräsentant einer türkischen Bank in Frankfurt wurde.

## Schriften
- Organische Wirtschaftsauffassung – Vortrag im Auftrag der Nationalsozialistischen Arbeitsgemeinschaft für berufsständische Wirtschaftsgestaltung am 21. April 1933, Frankfurt/Main 1933
- Der Unternehmer als Verwalter des Volksvermögens; Berlin 1935
- Rhein-Mainisches Verwaltungs- und Wirtschafts-Handbuch, Darmstadt 1935
- Die Erfolgsrechnung der Handels- und Verkehrsbetriebe – Festgabe für Professor Dr. Dr. h. c. Josef Hellauer zu seinem 65. Geburtstag, als Hrsg. mit Reinhold Henzler, Frankfurt/Main 1936
- Der Lebensraum des deutschen Handels, Reichsgruppe Handel, Berlin 1936
- Vier Jahre nationalsozialistische Wirtschaftsführung im Rhein-Main-Gebiet, Frankfurt/Main 1937
- Der Handel als werteschaffender Faktor der Volkswirtschaft – Vortrag am Tage der Eröffnung der Leipziger Messe am 28. Februar 1937 vor den Vertretern der Presse im Auftrage der Reichsgruppe Industrie, Berlin 1937
- Koloniale Ergänzungswirtschaft, Berlin 1938
- Binnen- und Außenhandel, Berlin 1938
- Sechs Jahre Aufbauarbeit im Wirtschaftsgebiet Hessen, Frankfurt/Main 1940
- Der neue Westen und die Kriegsaufgaben der hessischen Wirtschaft, Frankfurt/Main 1941